# Half Dome
Der Half Dome (auch Ti-sa-ach in der Sprache der Ahwahnee) ist ein 2693 m hoher Berg im Yosemite-Nationalpark im US-Bundesstaat Kalifornien. Er liegt am östlichen Ende des Yosemite Valley. Seit der Fotograf Ansel Adams 1927 den Berg mit seiner charakteristischen Halbkugelform auf einer seiner berühmtesten Aufnahmen (Monolith, The Face of Half Dome) einem breiten Publikum bekannt gemacht hatte, ist er das Wahrzeichen des Nationalparks und stellt zusammen mit dem El Capitan eines der meistfotografierten Motive dar.

## Geologie
Der Half Dome besteht aus Granodiorit. Der Half-Dome-Granodiorit ist ein sehr massives Gestein, das kaum von steilstehenden Kluftscharen durchzogen wird (im Gegensatz beispielsweise zum Cathedral-Peak-Granodiorit). Seine gerundeten Formen in Gipfelnähe entstanden durch Desquamation. Seine senkrechte, dem Tal zugewandte Nordwestflanke lässt sich durch einen relativ kleinen eiszeitlichen Gletscher oberhalb des Mirror Lake erklären, der diese Bergseite durch Frostsprengung unterminierte und überhängende Partien bis zum Verlauf einer größeren, Nordost-Südwest-streichenden Störungs- oder Hauptkluftfläche nachstürzen ließ.

## Besteigung

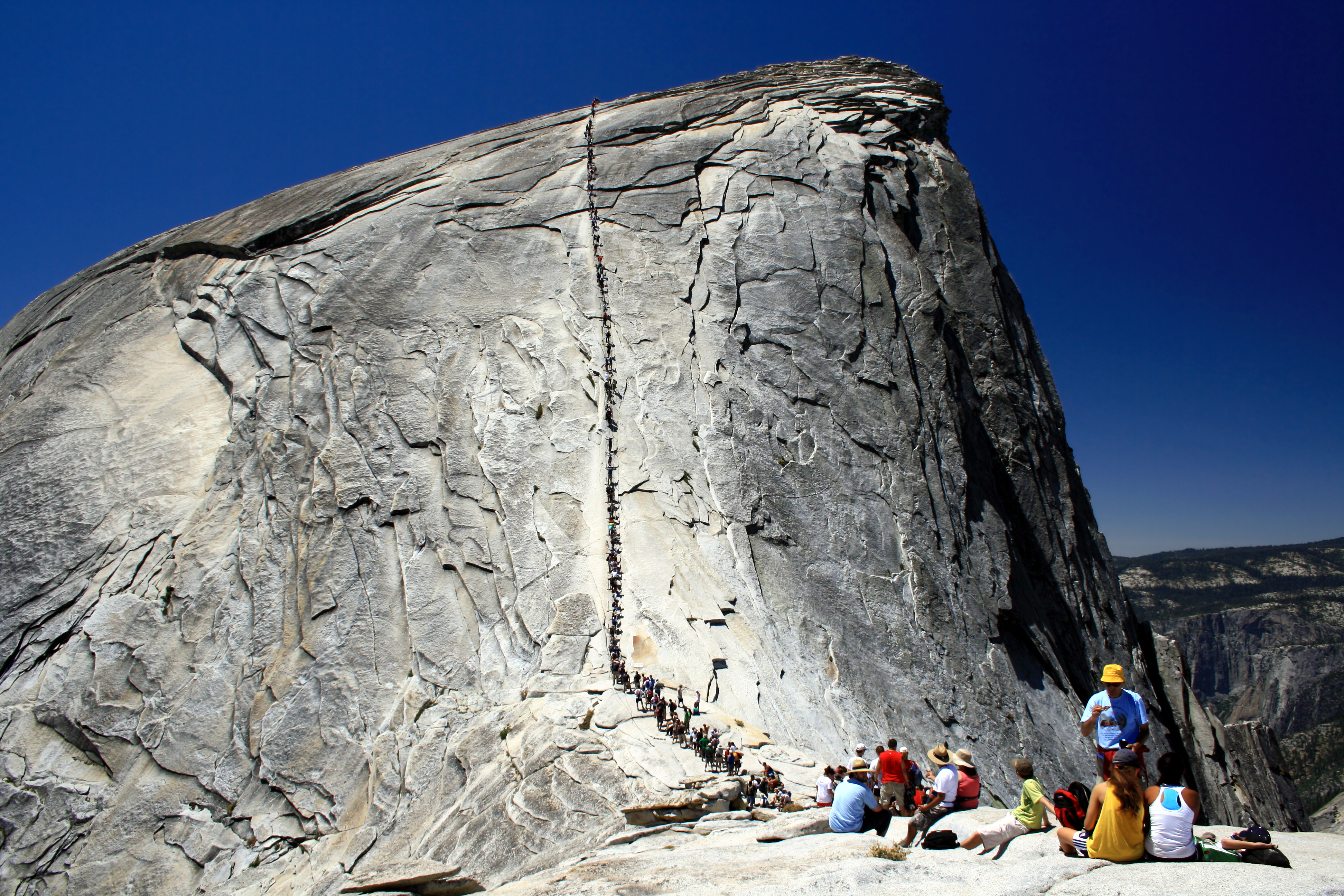
Touristen beim Aufstieg

Jedes Jahr besteigen Tausende Touristen den Berg. Der Gipfel des Half Dome kann über den Normalweg bei entsprechender Kondition erreicht werden. Für die etwa 25 km Wegstrecke und annähernd 1500 Höhenmeter im Auf- und Abstieg benötigen geübte Wanderer acht bis zwölf Stunden.
Auf den letzten 120 Höhenmetern ermöglichen Drahtseile den weniger geübten Bergsteigern, eine Steigung von bis über 45° bzw. 100 % auf dem glatten, ungestuften Granodiorit zu bewältigen. Dazu wurden bereits 1919 Löcher in den Fels gebohrt, in die im Sommer senkrechte Stützen gesteckt werden. Die Drahtseile werden von diesen auf etwas über Hüfthöhe gehalten. Außerdem liegen auf dem Fels an den Stützen Holzbohlen, die dem Fuß Halt bieten. Im Winter werden Stützen und Bohlen entfernt. Von einem Aufstieg ist in diesem Fall, ebenso wie bei Nässe oder Gewitterneigung, dringend abzuraten. Bis 2007 gab es keinen bekannten tödlichen Unfall an den Stahlseilen, seitdem kamen jährlich mehrere Menschen ums Leben.
Seit Anfang 2010 ist für die Besteigung des Gipfels eine Registrierung notwendig, deren Anzahl pro Tag begrenzt ist.
Der Half Dome kann auch frei kletternd bestiegen werden, mehrere Routen führen über die nahezu senkrechte Nordwestwand oder die gerundeten Flanken. 1957 wurde die Nordwestwand erstmals von Royal Robbins zusammen mit Jerry Gallwas und Mike Sherrick begangen. Dies war die erste Kletterei im „Grad VI“ in Amerika.

## Weiteres
Durch eine Aufnahme (Monolith, the Face of Half Dome) des amerikanischen Fotografen Ansel Adams im Jahre 1927 erlangte der Half Dome große Bekanntheit. Nach Adams’ Tod wurde seine Asche auch dort verstreut.
Der Half Dome wird in stilisierter Form von einer Vielzahl an Unternehmen als Logo verwendet, darunter der Hersteller von Bergsport- und Outdoorbekleidung und -ausrüstung The North Face. Apple verwendet den Half Dome im Betriebssystem OS X Yosemite (Yosemite) in einer Reihe von Hintergrundbildern und Werbekampagnen.